# Campionato polacco di calcio a 5
Il Campionato di calcio a 5 della Polonia è la massima competizione polacca di calcio a 5 organizzata dalla Federazione calcistica della Polonia, è strutturato in:
- Ekstraklasa (prima divisione nazionale a girone unico)
- I Liga (seconda divisione nazionale divisa in 2 gruppi)
- II Liga (terza divisione nazionale divisa in 6 gruppi)

## Storia
Il campionato polacco è uno dei più longevi d'Europa: la prima stagione è stata giocata nel 1994-1995. Nova Gliwice e Clearex Chorzów sono state le squadre più rappresentative dei primi tre lustri, spartendosi dieci dei primi 15 campionati. A partire dagli anni '10 si è imposto con forza il Rekord Bielsko-Biała, attuale primatista di titoli.

## Albo d'oro
- 1994-1995:  Nova Gliwice (1)
- 1995-1996:  Nova Gliwice (2)
- 1996-1997:  Cuprum Polkowice (1)
- 1997-1998:  Cuprum Polkowice (2)
- 1998-1999:  Nova Gliwice (3)
- 1999-2000:  Clearex Chorzów (1)
- 2000-2001:  Clearex Chorzów (2)
- 2001-2002:  Clearex Chorzów (3)
- 2002-2003:  Nova Gliwice (4)
- 2003-2004:  Baustal Cracovia (1)

- 2004-2005:  Baustal Cracovia (2)
- 2005-2006:  Clearex Chorzów (4)
- 2006-2007:  Clearex Chorzów (5)
- 2007-2008:  Nova Gliwice (5)
- 2008-2009:  Hurtap Łęczyca (1)
- 2009-2010:  Akademia Pniewy (1)
- 2010-2011:  Akademia Pniewy (2)
- 2011-2012:  Akademia Pniewy (3)
- 2012-2013:  Wisła Cracovia (1)
- 2013-2014:  Rekord Bielsko-Biała (1)

- 2014-2015:  Wisła Cracovia (2)
- 2015-2016:  Gatta Zduńska Wola (1)
- 2016-2017:  Rekord Bielsko-Biała (2)
- 2017-2018:  Rekord Bielsko-Biała (3)
- 2018-2019:  Rekord Bielsko-Biała (4)
- 2019-2020:  Rekord Bielsko-Biała (5)
- 2020-2021:  Rekord Bielsko-Biała (6)
- 2021-2022:  Piast Gliwice (1)
- 2022-2023:  Constract Lubawa (1)
- 2023-2024:  Rekord Bielsko-Biała (7)

## Supercoppa

### Albo d'oro
| Stagione | Vincitore            | Finalista                     |
| -------- | -------------------- | ----------------------------- |
| 2004     | Baustal Cracovia     | Clearex Chorzów               |
| 2006     | Holiday Chojnice     | Clearex Chorzów               |
| 2007     | Clearex Chorzów      | Jango Katowice                |
| 2008     | Nova Gliwice         | Kupczyk Cracovia              |
| 2009     | Hurtap Łęczyca       | Akademia Pniewy               |
| 2012     | Wisła Cracovia       | Akademia Pniewy               |
| 2013     | Rekord Bielsko-Biała | Wisła Cracovia                |
| 2014     | Wisła Cracovia       | Rekord Bielsko-Biała          |
| 2016     | Gatta Zduńska Wola   | RD Chojnice                   |
| 2017     | Rekord Bielsko-Biała | Clearex Chorzów               |
| 2018     | Rekord Bielsko-Biała | MOKS Słoneczny Stok Białystok |
| 2019     | Rekord Bielsko-Biała | Clearex Chorzów               |

### Vittorie per club
| Titoli | Squadra              | Anni                   |
| ------ | -------------------- | ---------------------- |
| 4      | Rekord Bielsko-Biała | 2013, 2017, 2018, 2019 |
| 2      | Wisła Cracovia       | 2012, 2014             |
| 1      | Baustal Cracovia     | 2004                   |
| 1      | Clearex Chorzów      | 2006                   |
| 1      | Holiday Chojnice     | 2007                   |
| 1      | Nova Gliwice         | 2008                   |
| 1      | Hurtap Łęczyca       | 2009                   |
| 1      | Gatta Zduńska Wola   | 2016                   |
| 1      | Piast Gliwice        | 2022                   |